# Линец (Курская область)
Лине́ц — село в Железногорском районе Курской области России. Административный центр Линецкого сельсовета. 
Население — 399 человек (2014 год).

## География
Расположено на юге района, в 29 км к югу от Железногорска, на пересечении автомобильных дорог 38К-038 «Фатеж — Дмитриев» и 38К-036 «Михайловка — Линец». Через село протекает ручей Линчик, приток Усожи, на котором расположен пруд. Высота населённого пункта над уровнем моря — 183 м. Линец окружён, в основном, полями, значительных лесных массивов рядом нет. На юго-западе к селу примыкает деревня Роговинка, в 2 км к северо-западу от Линца расположен хутор Весёлый.

## Этимология
Село получило название от ручья Линчик, на котором расположено. Ручей Линчик (Глинчик, Глинец), в свою очередь, был так назван за свои глиняные берега.

## История
Наиболее раннее упоминание о Линце содержится в «Книге Большому чертежу» 1627 года и относится не к селу, а к одноимённому ручью, протекающему через него:
…А ниже Руды пал <в Усожу> колодезь Линец, а Линец вытек от верху речки Вабли, а ниже Линца пал в Усожу колодезь Сусловец…
В начале XVIII века Линец — это уже село с деревянным храмом Архангела Михаила. В XVIII—XIX веках северная часть Линца выделялась в деревню Колупаевку. В Линце жили крепостные крестьяне, в Колупаевке — крепостные крестьяне и несколько семей лично свободных однодворцев.
По данным 1-й ревизии 1719 года в Линце жили крепостные князя Я. Ф. Долгорукова (323 души мужского пола); в Колупаевке — крепостные Елисея Афанасьевича Шетохина (35 д.м.п.) и Афанасия Григорьевича Сафонова (15 д.м.п.), а также однодворцы Алёхины (1 двор, 1 д.м.п.) и Протасовы (2 двора, 10 д.м.п.). С учётом женского пола население Линца и Колупаевки составляло около 750 человек.
После смерти Я. Ф. Долгорукова в 1720 году имение в Линце перешло к его дочери Анне Яковлевне Шереметевой (1682—1746). По данным 2-й ревизии 1744 года А. Я. Шереметевой принадлежало 392 души мужского пола в Линце и 30 душ мужского пола в Колупаевке. В это же время в Колупаевке жили крепостные дочерей Афанасия Григорьевича Сафонова — Прасковьи (16 душ мужского пола), Агафьи (17 д.м.п.) и Анны (24 д.м.п.); а также однодворцы Протасовы (2 двора, 12 д.м.п.) и Шаховы (1 двор, 5 д.м.п.). С учётом женского пола население Линца и Колупаевки составляло около 1000 человек.
По данным 3-й ревизии 1764 года крестьянами Линца владел надворный советник Василий Петрович Дурново, крестьянами Колупаевки — он же и жена капитана Агафья Афанасьевна Русакова. Также в Колупаевке проживали однодворцы Протасовы: Филимон Данилович, Иван Степанович и Матвей Иванович. В конце XVIII — начале XIX века помещиками в Линце были майор Иван Яковлевич Дегай и титулярный советник Василий Александрович Шереметев.
В 1820-е годы многие семьи были переселены из Линца в Екатеринославскую губернию.
По данным 8-й ревизии 1834 года О. К. Брискорн принадлежал в Линце 851 крестьянин (431 мужчина и 420 женщин) в 85 дворах, в Колупаевке — 47 крестьян (28 мужчин и 17 женщин) в 4 дворах. 
По данным 9-й ревизии 1850 года генерал-майору П. А. Струкову в Линце принадлежало 312 душ мужского пола, в Колупаевке — 7. В 1862 году в бывшем владельческом селе Линец проживало 597 человек (320 мужского пола и 277 женского), было 46 дворов, действовала почтовая станция и мельница; 2 раза в год проводились ярмарки: Преполовенская (18 марта) и Михайловская (8 ноября). В бывшей частично казённой, частично владельческой Колупаевке в то время было 7 дворов, проживало 64 человека (35 мужского пола и 29 женского).
В 1863 году в Линце была открыта земская школа. В 1877 году в селе было 125 дворов, проживало 785 человек, действовали 10 маслобоен и 3 постоялых двора. В конце XIX — начале XX века огромной сельскохозяйственной экономией (более 2000 га) в Линце и соседнем Радубеже владел генерал А. П. Струков. В центре Линца находилась его усадьба: двухэтажный дом с колоннами, парадным подъездом и террасой, ведущей к пруду. Также в усадьбе был сад, каменные хозяйственные постройки (их фрагменты можно обнаружить и сейчас). Имением управлял немец Карл Майер, которого местные жители недолюбливали за жестокость и отстаивание интересов помещика. В 1905 году в селе проживало 794 человека (400 мужского пола и 394 женского). В ходе Первой русской революции, в июне 1906 года, в Линце произошли волнения в имении генерала Струкова. Крестьяне выдвинули владельцу хозяйства ряд абсурдных требований: «увеличить плату работникам до 1—1,5 рублей в день, сократить рабочий день до 6 часов, из этого количества времени выделять 2 часа отдыха после обеда».

### После 1917 года
В 1920-е годы на базе бывшего имения генерала Струкова был образован совхоз «Линецкий» (директора: Потапов, Самохин, Ноздрачёв, Филькин, Сухомлинов). В 1929 году, с началом коллективизации, крестьяне села начали вступать в колхоз «Гигант» (организатор и председатель — Фёдор Яковлевич Коробкин), который объединял 11 соседних населённых пунктов. Однако ведение хозяйства в таком крупном колхозе было признано неэффективным и вскоре «Гигант» был разделён на несколько артелей. В начале 1930-х годов в Линце действовали 2 колхоза: «Советский Линец» и «Центральный» (председатели: Илья Филиппович Коробкин, Павлов, Пугачёв). Затем остался только один — «Центральный», переименованный после убийства С. М. Кирова в 1934 году в его честь. В начале 1930-х годов в селе развернулась кампания по раскулачиванию: многие жители Линца, опасаясь гонений, покидали родные края. В ноябре 1936 года совхоз «Линецкий» приступил к ликвидации своего хозяйства. В то же время была образована Линецкая МТС, куда совхоз передал орудия труда. В 1937 году в Линце было 209 дворов. Председателем колхоза имени Кирова в то время был Коробкин.
Во время Великой Отечественной войны, 10 октября 1941 года, Линец был захвачен немецко-фашистскими войсками. Незадолго до появления немцев был взорван капитальный мост через реку Линчик, построенный ещё во времена помещика Струкова. 17—19 октября Красной Армией была предпринята неудачная попытка освободить село. Ожесточённые бои в районе Линца были обусловлены тем, что село находилось на пересечении важных автомобильных дорог. На фронтах Великой Отечественной войны погибло более 200 линчан. В феврале 1943 года село было освобождено.
В 1947—1955 годах директором Линецкой МТС был будущий Герой Социалистического Труда В. В. Грачёв. 
В начале 1950-х годов все 3 колхоза Линецкого сельсовета: имени Кирова (с. Линец), имени Пушкина (д. Роговинка) и имени Куйбышева (х. Весёлый) были объединены в один колхоз — имени Маленкова с центром в Линце. В 1958 году колхоз имени Маленкова был переименован в колхоз «Россия». В июле 1959 года к «России» был присоединён колхоз «Путь Ильича», объединявший населённые пункты бывшего Радубежского сельсовета. С этого времени колхоз «Россия» стал самым крупным в Фатежском районе. У колхоза было 9 тыс. га пахотной земли, 6 молочно-товарных, 3 свино-товарных ферм. Колхоз состоял из 6 тракторно-полевых бригад. Председателями колхоза после 1960 года были: Василий Кузьмич Боев (1963), Михаил Евгеньевич Тюрин, Василий Андреевич Никулин, Александр Николаевич Винокуров и другие. 
В 1972 году в Линце был 181 дом, в 126 из которых были телевизоры. К этому времени в селе был открыт Дом культуры на 400 мест — лучший в Фатежском районе, действовали столовая, гостиница, детские ясли, были построены 8-квартирный дом и 3-квартирный дом для учителей. В 1977 году через село была проложена бетонная дорога, в 1978 году была построена АЗС.
В начале 1990-х годов линецкий колхоз «Россия» был реорганизован в АОЗТ «Россия», которое было ликвидировано в 2010 году. В 2011 году была закрыта Линецкая школа.
В 2016 году рядом с селом начал действовать мясоперерабатывающий комплекс ООО «Агропромкомплектация—Курск». В 2018 году «Агропромкомплектация» запустила в работу рядом с селом новый элеватор.

## Административно-территориальная принадлежность
- 16XX—1779 годы — в составе Усожского стана Курского уезда
- 1779—1797 годы — в составе Фатежской округи Курского наместничества
- 1797—1861 годы — в составе Фатежского уезда Курской губернии
- 1861—189Х годы — в составе Дмитриевской волости Фатежского уезда
- 189Х—1918 годы — в составе Нижнереутской волости Фатежского уезда
- 1918—1924 годы — адм. центр Линецкого сельсовета Нижнереутской волости Фатежского уезда
- 1924—1928 годы — адм. центр Линецкого сельсовета Нижнереутской волости Курского уезда
- 1928—1991 годы — адм. центр Линецкого сельсовета Фатежского района
- С 1991 года — адм. центр Линецкого сельсовета Железногорского района

## Население
| 1862 | 1877 | 1883 | 1897 | 1905 | 1979 | 2002 |
| ---- | ---- | ---- | ---- | ---- | ---- | ---- |
| 597  | ↗785 | ↗885 | ↘777 | ↗794 | ↘495 | ↘341 |
| 2010 | 2014 |      |      |      |      |      |
| ↗363 | ↗399 |      |      |      |      |      |

## Исторические фамилии
Альяных, Барсуковы, Волченковы, Дроновы, Коршуновы, Минченковы, Никулины, Паруликовы, Пересыпкины, Плесенковы, Половинкины, Поляковы, Протасовы, Пугачевы, Худяковы, Цыганковы и другие.

## Образование
Земская двухкомплектная (двухклассная) школа была открыта в Линце в 1863 году. После Октябрьской революции 1917 года в селе действовала школа 1-й ступени. В 1931 году в Линце была открыта школа колхозной молодёжи. До 1956 года школа была 7-летней, затем преобразована в среднюю. В то время здесь обучалось около 300 детей из Линца, Роговинки и Весёлого. В 1963 году на средства колхоза-миллионера «Россия» было построено новое здание школы. В 2011 году школа была закрыта. Последним её директором был Владимир Степанович Караськов (в 1977—2011 годах). В настоящее время здание школы используется как общежитие для работников ООО «АПК—Курск».

## Религия
Православный приход появился в Линце в начале XVIII века. По данным 1710 года здесь была деревянная часовня, освящённая в честь Архангела Михаила. При ней служил «вновь прибылой поп Григорий Савин сын, у него попадья Татьяна и сын Алексей». С 1719 года в документах указывается не часовня, а деревянная однопрестольная церковь. 
В 1762 году на средства прихожан было построено каменное здание храма. К приходу храма Михаила Архангела, помимо жителей Линца, было приписано население соседней деревни Роговинки и Колупаевки (ныне часть Линца). Приход Архангельского храма считался небогатым: по данным 1913 года число прихожан не превышало 1200 человек. В 1920—1925 годах в линецком храме служил будущий новомученик Афанасий Васильевич Докукин (1899—1937). В 1929 году храм был закрыт. Его здание использовалось как склад зерна, сельский клуб. После освобождения Линца от фашистов в 1943 году здание храма было разобрано советскими военными для мощения дорог. На месте церкви был построен медпункт.
Священники Архангельского храма
- Кузьма Плетнев (1859);
- Александр Николаевский (1861);
- Иоанн Платонов (? — 1881);
- Александр Николаевич Покровский (1881 — 1892);
- Александр Акимович Троицкий (1892 — 1913) — переведён в село Косиново Курского уезда;
- Евгений Кронидович Беляев (1913 — ноябрь 1919) — сын священника села Ольшанец Кронида Николаевича Беляева. Выпускник Курской Духовной семинарии, бывший учитель Ждановского земского училища. Покинул Линец в ноябре 1919 года с отступающими частями Добровольческой армии Деникина.
- Константин Беляевский (1920 — ?) — переведён из села Шатохино.

В Государственном архиве Курской области хранятся метрические книги храма Архангела Михаила за 1795—1814, 1823—1834, 1840—1862, 1881, 1883, 1884, 1886—1889, 1892, 1894, 1903, 1904, 1906—1909, 1911, 1912 и 1917 годы, исповедные росписи за 1811—1875 годы и приходно-расходные книги за 1811—1862 годы.
С 1997 года в Линце действует православный приход Преполовения Пятидесятницы.

## Улицы
В селе 3 официальные улицы:
- Северная
- Строительная
- Южная

Также сохранились народные названия улиц: Бузец, Ильиновка, Курловка, Никульщина.